# مارغريت رول
مارجريت هيلين رول (بالإنجليزية: Margaret Rule)‏ (سبتمبر 1928 - 9 أبريل 2015) كانت عالمة آثار بريطانية. قادت المشروع الخاص برفع هيكل السفينة الحربية من عصر تيودور ماري روز في عام 1982 م.

## حياتها
وُلدت رول في باكينجهامشير في 27 سبتمبر 1928 م. ودرست الكيمياء في جامعة لندن.

## حياتها المهنية
كانت أمينة قصر فيشبورن الروماني عندما بدأت عملها في علم الآثار البحري، كما تم التشاور معها في ذلك الوقت في البحث عن حطام ماري روز. وفي آذار 1982، قامت مارجريت رول بزيارة أديليد، جنوب أستراليا، بكونها متحدثةً رئيسة في مؤتمر نصف الكرة الجنوبي الجنوبي للآثار البحرية. خلال المؤتمر زارت ميناء نهر موراي التاريخي في مورغان وغطست مع أعضاء جمعية تحت الماء التاريخية البحوث (SUHR) في مشروع لتسجيل واسترداد عناصر أثرية من مجرى النهر.
مارغريت كانت تعاني من مرض باركنسون والتهاب المفاصل في سنواتها الأخيرة. توفيت في 9 أبريل 2015، عن عمر 86 عامًا.

## مرتبة الشرف
حازت وسام الإمبراطورية البريطانية. في عام 1995 م، منحها المتحف البحري الوطني وسامه. في عام 2001 م، سمت جامعة بورتسموث مبنى سكن جديد للطالبات مكون من 342 سريرًا باسم «مارغريت رول هول». في عام 2008 م، حصلت على جائزة كولن مكليود عن «تعزيز التعاون الدولي في مجال الغوص» من قبل نادي الغوص البريطاني.

## وصلات خارجية
- مارغريت رول على موقع IMDb (الإنجليزية)